# My Moment (DJ Drama)
My Moment un singolo del DJ statunitense DJ Drama, pubblicato nel 2012 ed estratto dall'album Quality Street Music. Il brano vede la partecipazione dei rapper 2 Chainz e Meek Mill e del cantante Jeremih.

## Tracce
- Download digitale

1. My Moment (featuring 2 Chainz, Meek Mill and Jeremih) – 3:45

## Video
Il videoclip della canzone è stato girato a Toronto.